# Paul Stoll
Pour les articles homonymes, voir Stoll.
Paul Stoll, né le 14 décembre 1985, à Lansing dans le Michigan, est un joueur américano-mexicain de basket-ball. Il évolue au poste de meneur.

## Biographie
Lors de la saison 2015-2016, Stoll évolue à l'Avtodor Saratov et est le meilleur passeur de la VTB United League avec une moyenne de 7,6 passes décisives.
Fin novembre 2016, Stoll signe un contrat jusqu'à la fin de la saison avec l'UNICS Kazan.
En mars 2018, Stoll rejoint le Basket Zaragoza 2002 jusqu'à la fin de la saison 2017-2018.
En janvier 2021, Stoll s'engage avec les Metropolitans 92 pour pallier l'absence sur blessure de Brandon Brown.

## Palmarès
- Champion des Amériques 2013
- Finaliste des Jeux panaméricains de 2011
- Champion d'Israël 2013